# Ressons-sur-Matz
Ressons-sur-Matz é uma comuna francesa na região administrativa de Altos da França, no departamento de Oise. Estende-se por uma área de 9.23 km². Em 2010 a comuna tinha 1 720 habitantes (densidade: 186,3 hab./km²).